# 3808 Tempel
3808 Tempel (1982 FQ2) là một tiểu hành tinh vành đai chính được phát hiện ngày 24 tháng 3 năm 1982 bởi F. Borngen ở Tautenburg.